# Альтштадт (Кёнигсберг)
А́льтштадт (нем. Старый город) — поселение немецких колонистов, возникшее у стен рыцарского замка Кёнигсберг, положившее начало городу Кёнигсбергу (ныне — Калининград).

## История
Поселение Альтштадт возникло после того, как в ходе восстания пруссов в 1261—1263 годах было уничтожено первое немецкое поселение возле стен Кёнигсбергского замка. Происхождение названия «Альтштадт» (нем — Старый город) до сих пор вызывает дискуссии. Старый город — по отношению к чему? По одной из версий, новое поселение первоначально называлось Кёнигсберг, а старым городом его стали называть позднее, когда возникли Кнайпхоф и Лёбенихт, по отношению к которым он действительно был старым городом.
Альтштадт получил городские права 26 февраля 1286 года из рук ландмейстера Тевтонского ордена Конрада фон Тирберга. В привязке к географии нынешнего Калининграда, Альтштадт был ограничен Преголей, Московским проспектом, Эстакадным мостом и улицей Октябрьской. В Средние века, с трёх сторон Альтштадт имел естественные границы: Замковый холм на севере, Преголя на юге и ручей Лёбе (ныне засыпан) на востоке. Для защиты западной стороны города в 1333—1350 годах была построена городская стена с шестью башнями. По состоянию на 1815 год Альтштадт (к тому времени уже не самостоятельный город, а один из районов Кёнигсберга) имел протяжённость в 840 метров с северо-запада на юго-восток и 330 метров с северо-востока на юго-запад.
На его территории размещались церковь святого Николая, госпитальная кирха «Святого духа», небольшой собор и капитул (место для коллегии руководящих лиц). С севера город надёжно защищала крепость Кёнигсберг, с юга — река Прегель, с востока — ров, по которому протекал ручей Лёбебах. В духе времени город был обнесён стеной. Альтштадт соединялся с островом Ломзе Деревянным мостом, далее дорога вела к Высокому мосту.
В 1339 году город вошёл в Ганзейский союз.
Альтштадт перестал быть отдельным городом только в 1724 году. К тому времени три кёнигсбергских города и многие другие посёлки и общины фактически срослись в один город, и для упрощения административного управления были объединены в единый город Кёнигсберг юридически.
В ходе Второй мировой войны Альтштадт сильно пострадал. В 1967—1974 годах на месте бывшего города проводились земляные работы, окончательно стершие его с лица земли. На его месте было устроено нечто вроде огромного газона с редко посаженными деревьями, каковое состояние и существует до сих пор. Место бывшего Альтштадта — перспективный район археологических раскопок.
В соответствии с программой реконструкции центра Калининграда планируется воссоздание исторической застройки Альтштадта.

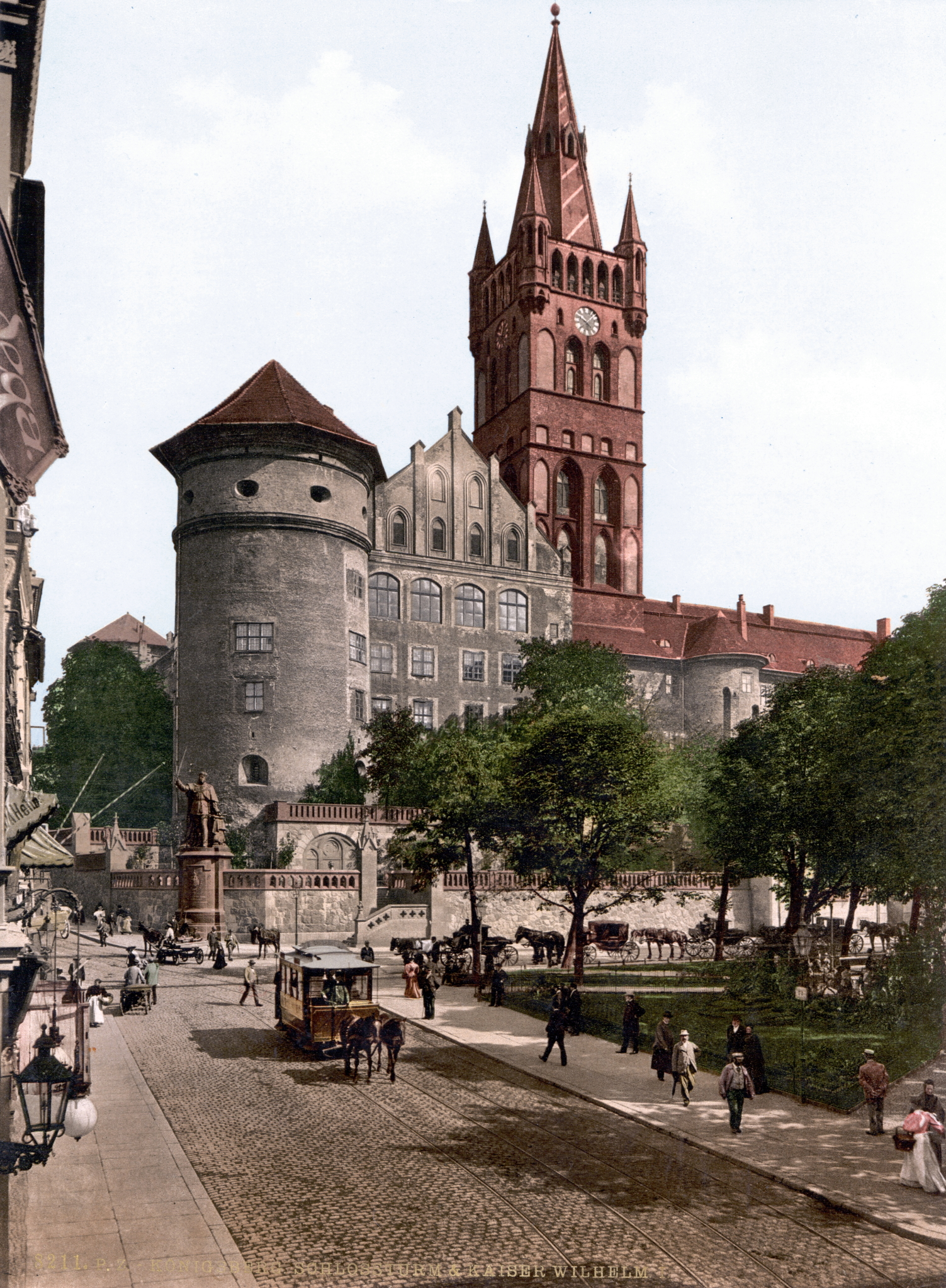
Замок Кёнигсберга
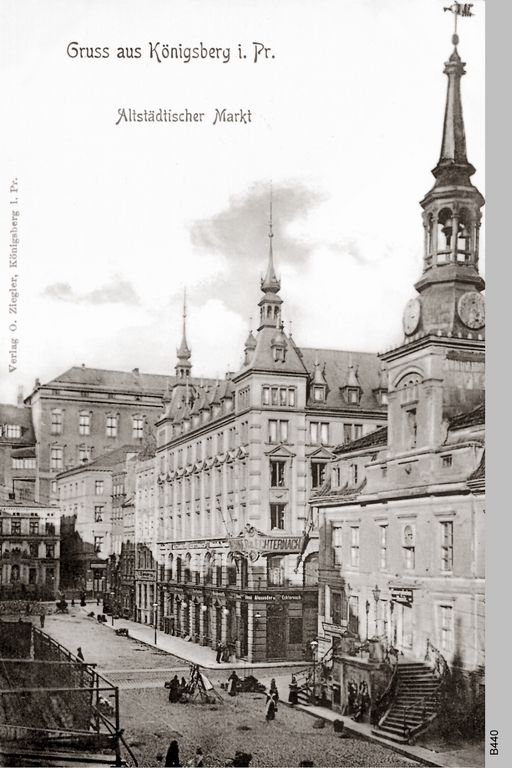
Ратуша Альтштадта
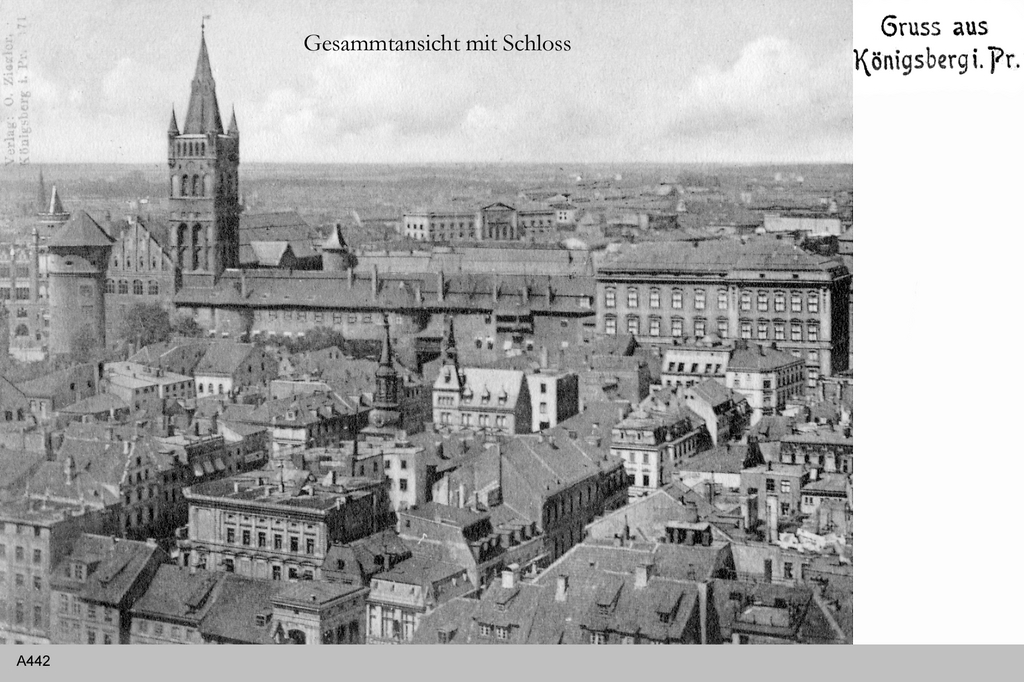
Вид на Альтштадт
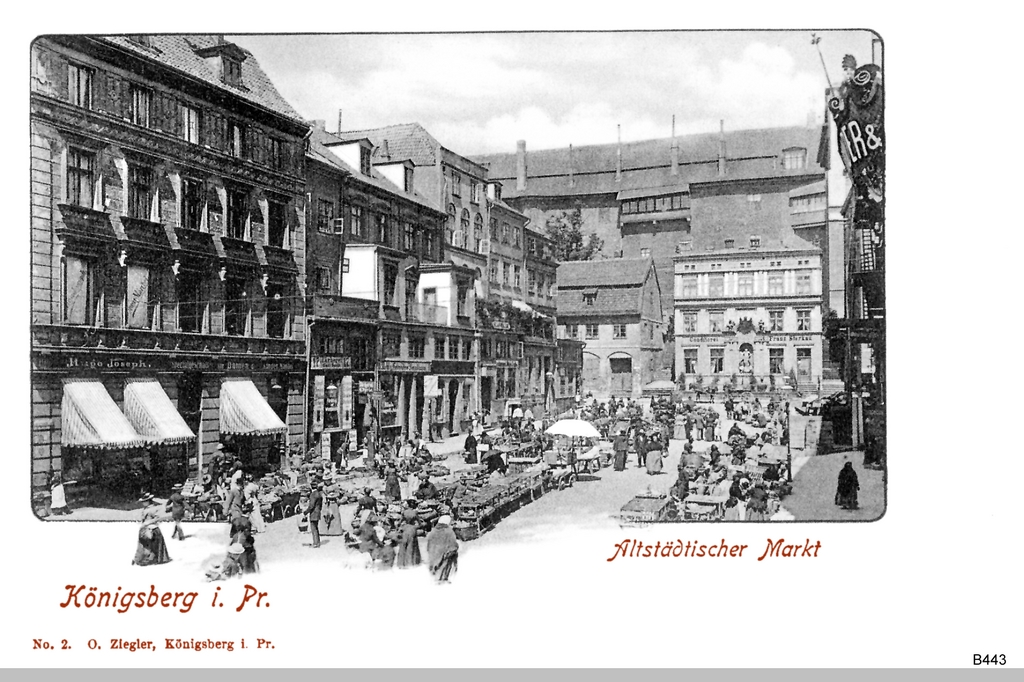
Рыночная площадь Альтштадта

## Герб
Одновременно с получением городских прав Альтштадт получил герб. Герб был двухцветным (бело-красным), с изображением креста и короны, напоминавшей об основателе Кёнигсберга — короле Оттокаре II. В 1724 году вместе с гербами Кнайпхофа и Лёбенихта этот герб был изображён на гербе Кёнигсберга. Сейчас он является центральным элементом герба Калининграда.